# O Gato Frankenstein
O Gato Frankenstein (Frankenstein's Cat no original) foi uma série de desenho animado baseada no livro infantil do inglês Curtis Jobling, produzida pela MacKinnon & Saunders e Kayenta Productions.
O desenho conta a história da primeira criação do descendente de Dr. Frankenstein: um gato todo costurado e desajeitado, que se torna o melhor amigo da única garota em uma vila repleta de pessooas medrosas e antiqüadas.
Em França, estreou no France 3 no dia 31 de outubro de 2007.
No Brasil, estreou no Nickelodeon, com dublagem brasileira.
Em Portugal, estreou na RTP2 no dia 21 de outubro de 2008 , no programa "Zig Zag", com dobragem portuguesa. Mais tarde, repetiu na RTP1.

## História
A história se passa na pequena vila de Oddsburg, um lugar repleto de homens machistas, pessoas antiqüadas e que não gostam muito de fortes emoções.
Na vila, onde só há cinco crianças, sendo quatro delas garotos machistas, a única garota é Lottie, e, apesar dela ser inteligente e criativa, é constantemente excluída pelos garotos de qualquer atividade divertida.
Apesar disso, Lottie não se sente tão solitária, pois perto da vila, no topo de um alto penhasco, está o Castelo Frankenstein, onde vive ninguém menos que o próprio Dr.Frankenstein. Mas o mais importante: é lá que vive a primeira criação do Doutor, o gato Nine, um felino amigável e fedido, que foi feito com nove partes de gatos diferentes, e que se torna companheiro inseparável da garota.
Apesar de as pessoas da vila detestarem o Dr.Frankenstein e qualquer uma das criações dele, Nine sempre consegue se divertir com Lottie na vila, mesmo que tenha que se esconder dos habitantes furiosos, que estão sempre prontos para caçar qualquer criatura estranha que apareça por lá.
Porém, Nine não é a única criatura que sai do castelo e vai para a vila. Há muitas criações do Dr. Frankenstein que acabam escapando para a vila, e isso gera muita confusão. E para piorar, Nine tem três "irmãs" (também criações de Frankenstein) que fazem de tudo para dificultar a vida do felino.

## Personagens
Lottie
Lottie é a melhor (e única) amiga de Nine. É alegre, inteligente, e muito boa nos esportes também. Lottie também é um pouco competitiva e determinada a provar que tem valor, mesmo que os meninos da vila continuem a dizer que ela não é capaz de nada a não ser "trabalhos de mulher".
Nine
Nine foi feito com pedaços de nove gatos diferentes. É bem-humorado, leal, um pouco ingênuo e tem um sério problema de se desmontar, pois as partes do seu corpo são removíveis e podem se soltar e cair a qualquer momento (ou podem ser retiradas se ele quiser também). Nine adoraria ter a mimada vida que os gatos normais têm e fazer amizade com as pessoas da vila, mas infelizmente, estes não estão muito interessados no gato, pois acreditam que ele é um monstro malvado.
Clive Frankenstein
Descendente do mais famoso Frankenstein, Clive é o insano e simpático cientista que criou Nine e as três "irmãs" do gato. Como Nine e suas "irmãs" têm partes que podem ser retiradas, o Doutor está sempre criando peças novas para customizar suas criações. Ele simplesmente adora inventar coisas novas e é tão concentrado nos seus trabalhos que às vezes nem percebe o que acontece ao redor, incluindo Lottie, que sempre vai no castelo sem ser percebida pelo cientista.
Egora
Mais uma das criações do Dr.Frankenstein, e uma das "irmãs" malvadas de Nine. Egora é um periquito-australiano que pode até parecer boazinha quando o Doutor está por perto, mas, quando ele vai embora, Egora revela o lado cruel que possui. Está sempre tentando atrapalhar Nine.
Fifi
Outra "irmã" de Nine. Fifi é uma cadela egocêntrica, que tem uma enorme crença de que é linda e perfeita.
Além de acreditar ser tão bonita, também é muito malvada com Nine.
Heidi
Mais uma criação do Dr.Frankenstein. Heidi é uma hamster neurótica e nervosa que tem um medo irracional das tentavias do Doutor de aperfeiçoar suas crias com peças novas. Também implica muito com Nine, mas o pior de tudo é que gráças a um acidente de laboratório, Heidi se transforma em um terrível "hamsteromem" quando vê a lua cheia.
Dentuço
O filho do prefeito da vila Oddsburg. É o convencido e autoproclamado líder do grupo de garotos da vila. É muito exigente e nervoso, sempre dando ordens aos outros e tentando provar para Lottie que garotos são melhores que garotas, mas na verdade, Dentuço é o "bebê da família" e não consegue dormir se não estiver com um cobertor que ele até deu nome.
Trevor Sabido
É o "braço direito" de Dentuço. Afirma ser inteligente, mas na verdade não é. Carrega consigo um grande livro para justificar seus argumentos e dizer que meninos são melhores que meninas.
Sweeny
Um dos garotos do grupo. Sweeny é um garoto que adora tudo que é sujo e nojento e está sempre se divertindo com alguma atividade perturbadora.
Grandão
Como o nome sugere, ele é o maior dos garotos em relação ao físico.
Apesar de ser o mais forte, não é o mais inteligente. Também não é muito bom em seguir ordens e pode se confundir facilmente com qualquer coisa.
Os Aldeões
A vila é repleta de pessoas medrosas e que odeiam com toda força o Dr.Frankenstein e qualquer uma das criações dele.
Um dos aldeões que se destaca é o Prefeito da vila, que é quem geralmente lidera uma multidão revoltada para atacar o castelo do Dr.Frankenstein, mesmo quando o cientista não fez nada.

## Episódios
1. Tricky Spot
2. Brains
3. Lucky Ticket
4. The Great Dust Up
5. The Wall
6. Frankenfacts!
7. Witch!
8. Unlucky Day
9. The Monster Man
10. The Apprentice
11. Halloween
12. Trapped
13. Pest in Show
14. New Best Friend
15. Freakshow
16. The Big Foot Burglar
17. A Tale of Tails
18. The Horror of Little Shops
19. Film
20. Hay Day
21. Weird Science
22. Tricky Spot (fim da série)